# Google AI
Google AI – підрозділ Google, який спеціалізується на штучному інтелекті (ШІ). Про створення оголосив генеральний директор Сундар Пічаї на конференції Google I/O 2017.

## Проєкти
- Google Brain, велика дочірня компанія, що розробляє ШІ з машинним навчанням для покращення різних сервісів Google (наприклад, покращення якості перекладу в Google Translate)
- Google Quantum AI — 3-річний глобальний проєкт із вартістю $5 млн, спрямований на просування галузі квантових алгоритмів у напрямку програм, орієнтованих на суспільство, у реальному світі за фінансування від Google.org[3].
- Обслуговування хмарних TPU (тензорних процесорів) для розробки програмного забезпечення машинного навчання[4][5].
- Розробка TensorFlow[6].
- Дослідницька хмара TPU надає безплатний доступ до кластера хмарних TPU дослідникам, які займаються дослідженнями в галузі машинного навчання з відкритим вихідним кодом[7].
- Портал для понад 5500 (станом на вересень 2019 року) наукових публікацій співробітників Google[8].
- Magenta: дослідницька група глибокого навчання, яка досліджує роль машинного навчання як інструменту у творчому процесі[9]. Команда випустила багато проєктів з відкритим вихідним кодом, які дозволяють художникам і музикантам розширювати свої процеси за допомогою ШІ[10]. Використовуючи Magenta, музиканти та композитори могли створювати високоякісну музику за нижчою ціною, що полегшувало новим артистам входити в індустрію[11].
- Sycamore: новий 54-кубітний програмований квантовий процесор[12].
- LaMDA: сімейство моделей розмовної нейронної мови[13].
- Програма, покликана задовольнити зростаючу потребу в розвитку ресурсів вільного слова для недостатньо представлених мов[14].

## Подальше читання
- Google Puts All Of Their A.I. Stuff On Google.ai, Announces Cloud TPU
- Google collects its AI initiatives under Google.ai
- Google collects AI-based services across the company into Google.ai — «Google.ai is a collection of products and teams across Alphabet with a focus on AI.»
- Google's deep focus on AI is paying off